# Acerentulus shensiensis
Acerentulus shensiensis är en urinsektsart som beskrevs av Chou och Yang 1964. Acerentulus shensiensis ingår i släktet Acerentulus och familjen lönntrevfotingar. Inga underarter finns listade i Catalogue of Life.